# Club Deportivo Santurtzi
Il Club Deportivo Santurtzi Kirol Elkartea è una società calcistica con sede a Santurtzi, nei Paesi Baschi, in Spagna. 
Gioca nella División de Honor de Vizcaya, la sesta serie del campionato spagnolo.
Fondato nel 1952, gioca le partite interne nello Stadio San Jorge, con capienza di 2.000 posti.

## Tornei nazionali
- 2ª División: 0 stagioni
- 2ª División B: 4 stagioni
- 3ª División: 28 stagioni

## Stagioni
| Stagione    | Categoria | Posizione |  |
| ----------- | --------- | --------- |  |
| dal 1952-53 | Regionali | —         |  |
| al 1960-61  | Regionali | —         |  |
| 1961/62     | 3ª        | 12°       |  |
| 1962/63     | 3ª        | 4°        |  |
| 1963/64     | 3ª        | 4°        |  |
| 1964/65     | 3ª        | 9°        |  |
| 1965/66     | 3ª        | 7°        |  |
| 1966/67     | 3ª        | 10°       |  |
| 1967/68     | 3ª        | 11°       |  |
| dal 1968-69 | Regionali | —         |  |
| al 1974-75  | Regionali | —         |  |
| 1975/76     | 3ª        | 18°       |  |
| dal 1976-77 | Regionali | —         |  |
| al 1981-82  | Regionali | —         |  |
| 1982/83     | 3ª        | 11°       |  |
| 1983/84     | 3ª        | 1°        |  |
| 1984/85     | 3ª        | 13°       |  |
| 1985/86     | 3ª        | 3°        |  |
| 1986/87     | 3ª        | 6°        |  |
| 1987/88     | 3ª        | 6°        |  |
| 1988/89     | 3ª        | 1°        |  |

| Stagione    | Categoria  | Posizione |  |
| ----------- | ---------- | --------- |  |
| 1989/90     | 2ªB        | 12°       |  |
| 1990/91     | 2ªB        | 15°       |  |
| 1991/92     | 2ªB        | 16°       |  |
| 1992/93     | 2ªB        | 20°       |  |
| 1993/94     | 3ª         | 8°        |  |
| 1994/95     | 3ª         | 13°       |  |
| 1995/96     | 3ª         | 17°       |  |
| 1996/97     | 3ª         | 9°        |  |
| 1997/98     | 3ª         | 8°        |  |
| 1998/99     | 3ª         | 17°       |  |
| 1999/00     | 3ª         | 19°       |  |
| dal 2000-01 | Regionali  | —         |  |
| al 2004-05  | Regionali  | —         |  |
| 2005/06     | 3ª         | 12°       |  |
| 2006/07     | 3ª         | 7°        |  |
| 2007/08     | 3ª         | 9°        |  |
| 2008/09     | 3ª         | 14°       |  |
| 2009/10     | 3ª         | 12°       |  |
| 2010/11     | 3ª         | 18°       |  |
| 2011/12     | Div. Honor | —         |  |

## Palmarès

### Competizioni nazionali
- Tercera División: 2

1983-1984, 1988-1989

### Altri piazzamenti
- Tercera División:

Terzo posto: 1985-1986